# Cryptomeria japonica
Pour l’article homonyme, voir Cryptomeria.
Genre
Espèce
Classification phylogénétique
Statut de conservation UICN

 NT  : Quasi menacé
Le Cryptomère du Japon ou Cèdre du Japon (Cryptomeria japonica), en japonais 杉 (スギ : sugi), est une espèce de conifères proche parent du cyprès chauve (famille des Cupressaceae) originaire d'Extrême-Orient. C'est le seul membre du genre Cryptomeria. L'espèce est originaire de Chine et du Japon, et a été introduite en Corée, Turquie, Italie, Suède, Grande-Bretagne, dans l'île de La Réunion, à Madagascar et aux Açores.
Le cryptomère du Japon est un grand arbre, avec un tronc droit recouvert d’une épaisse écorce brun rougeâtre, crevassée longitudinalement et avec les feuilles persistantes pendant 3 ou 4 ans, semblables à des aiguilles de 0,7–1,4 cm de long.
L’espèce est de croissance rapide sur des sols profonds et bien drainés dans les zones montagneuses au climat chaud et humide, mais ne tolère pas les sols pauvres et les climats froids et plus secs.

## Historique

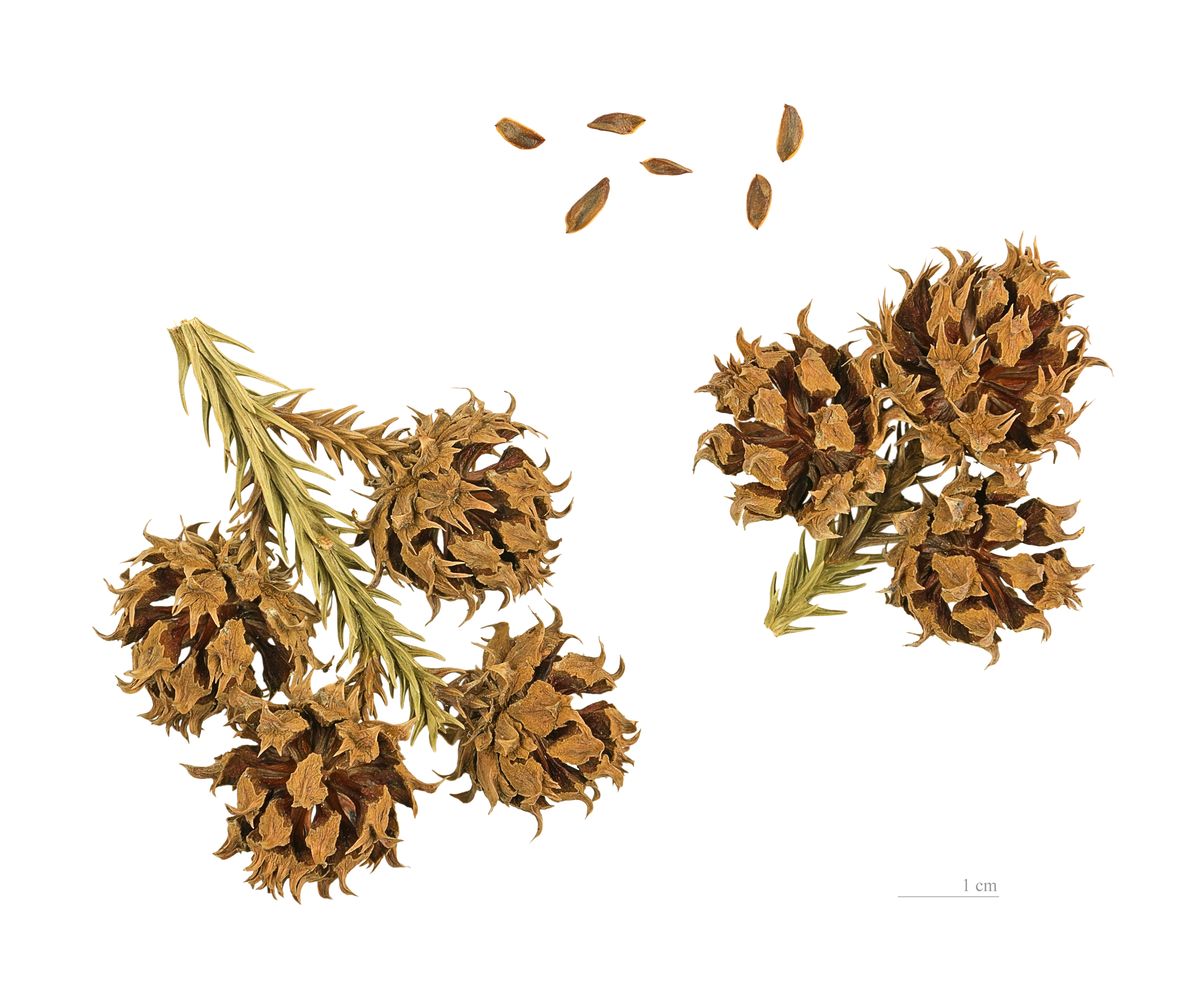
Cônes femelles et graines.

La variété Cryptomeria japonica var. japonica est endémique du Japon et se caractérise par des cônes de graines portant 20 à 30 écailles, chacune portant de 2 à 5 graines.
Cette variété a été largement et depuis longtemps utilisée en reboisement à Taïwan et en Chine continentale. Elle a été également plus récemment introduite à l'île de La Réunion pour la lutte contre l'érosion des sols et pour son utilisation notamment en ébénisterie et comme bois de charpente ainsi qu'aux Açores.
Introduit en France métropolitaine à partir de 1842 comme essence d'ornement, son utilisation forestière s'est développée dans les années 1970-1980 sous l'impulsion de l'AFOCEL (association forêt cellulose).
La variété Cryptomeria japonica var. sinensis, Miquel in Siebold & Zuccarini, Fl. Jap. 2: 52. 1870 (柳杉 liu shan)  parfois considérée en tant qu'espèce (Cryptomeria sinensis Sieb. ou Cryptomeria fortunei) se distingue par des rameaux grêles et pendants, des cônes de graines possédant environ 20 écailles et portant chacune 2 graines et serait originaire notamment du Zhejiang (Chine).

## Nomenclature, étymologie

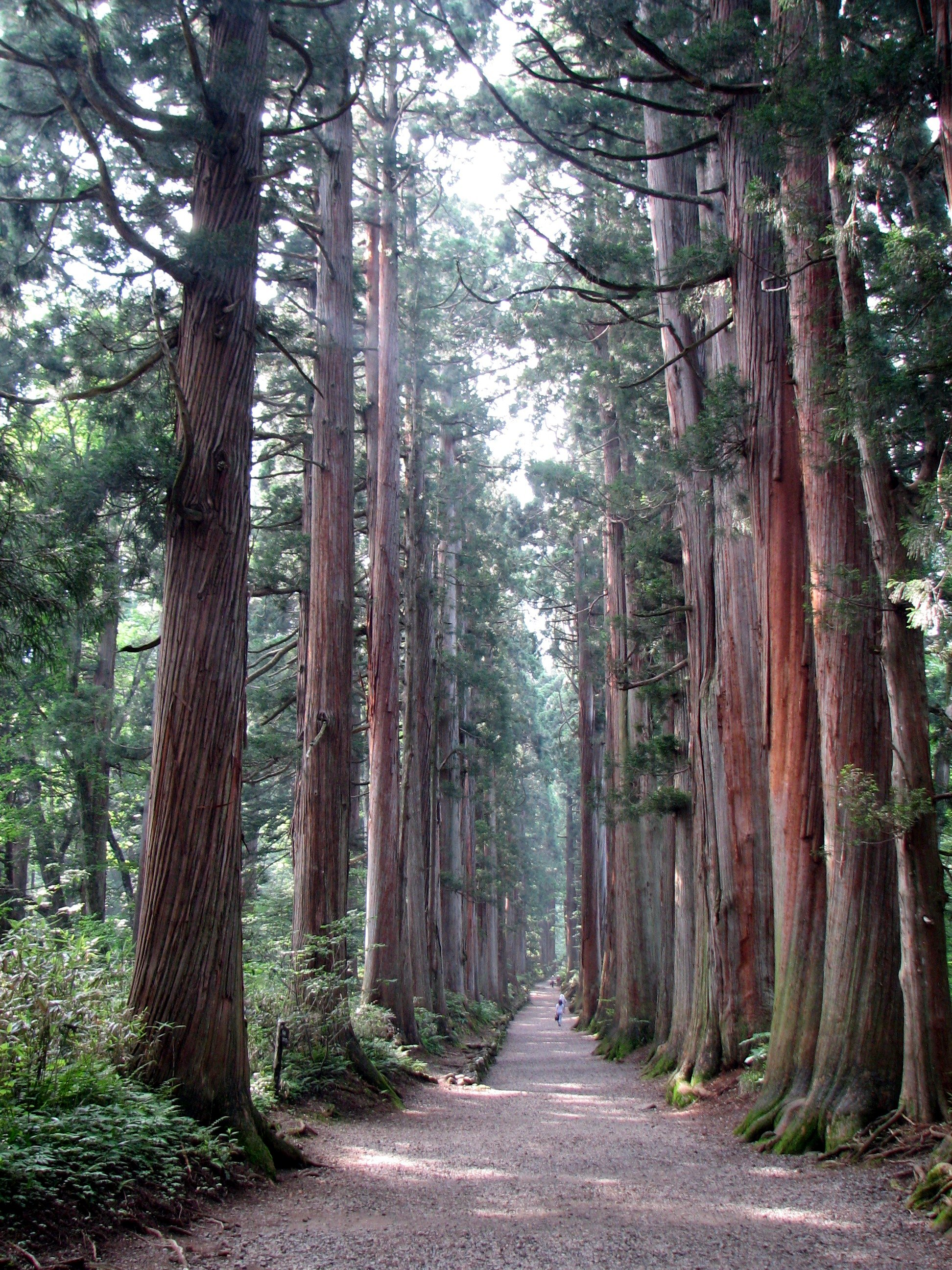
Allée de C. japonica menant au sanctuaire Togakushi

La première description de l’espèce sous le nom de Cupressus japonica fut faite en 1782 par Thunberg, dans Supplementum Plantarum 421 .1781[1782] (Apr 1782).
En 1839, le botaniste britannique David Don transfère l’espèce dans le genre Cryptomeria (créé par ses soins) donnant ainsi Cryptomeria japonica (Thunb. ex L. f.) D. Don, publié en 1836 dans Transactions of the Linnean Society of London 18: 167, pl. 13, f. 1.
Remarque : pourquoi la notation « Thunb. Ex L.f. » ?  Carl Peter Thunberg a effectivement décrit l'espèce sous le nom de Cupressus japonica dans Supplementum Plantarum, p. 421, avril 1782. Mais ce nom était nominalement attribué à Carl von Linné le Jeune (Carl Linnaeus filius) ; Thunberg publiait ici dans un ouvrage qui portait la signature de L. f., même s’il en rédigeait le contenu. Thunberg a fourni le contenu, mais il n’est pas considéré comme l’auteur formel des noms publiés dans ce livre.

## Étymologie
Le nom de genre Cryptomeria vient du grec κρυπτός – kruptos, « caché » et μερίς – meris, « partie » allusion aux graines cachées par les écailles du cône.
L’épithète spécifique japonica est une création de latin botanique signifiant « du Japon ».

## Distribution, habitat
Selon POWO, l’aire de répartition naturelle de cette espèce est la Chine (du Sichuan au nord-ouest du Zhejiang), le centre et le sud du Japon. L’espèce est originaire de la Chine du Centre-Sud et du Sud-Est et du Japon.
Elle a été introduite aux Açores, en Tchéquie, Slovaquie, Danemark,  îles Féroé, Grande-Bretagne, Italie, Corée, Maurice, Nouvelle-Zélande du Nord, Réunion, Suède, Tunisie et Turquie, pays où elle s’est naturalisée. Elle est cultivée dans de nombreux pays.

## Synonymes
Selon POWO, Cryptomeria japonica (Thunb. ex L.f.) D.Don possède 45 synonymes dont
3 synonymes homotypiques
- Cupressus japonica Thunb. ex L.f. in Suppl. Pl.: 421 (1782)
- Schubertia japonica (Thunb. ex L.f.) Jacques in Ann. Fl. Pomone 5: 241 (1837)
- Taxodium japonicum (Thunb. ex L.f.) Brongn. in Ann. Sci. Nat. (Paris) 30: 183 (1833)

## Description
Le cryptomère du Japon est un très grand arbre à feuilles persistantes atteignant 40 mètres, avec un tronc de 2 mètres de diamètre (à hauteur de poitrine) et une écorce brun-rougeâtre qui pèle en lanières verticales et une couronne pyramidale. En Europe où il fut introduit en 1842, il atteint 30 mètres de hauteur. Les branches principales sont verticillées, étalées horizontalement ou légèrement pendantes. Les rameaux sont généralement pendants, ceux de moins d’un an sont verts.
Les feuilles persistantes pendant 4 ou 5 ans, sont arrangées en spirale (sur 5 rangs), autour de fin rameaux verts, comme des épines, devenant légèrement plus piquantes avec le temps. Les feuilles sur les rameaux dominants sont inclinées à 15–45°, dirigées vers l'apex, celles sur les rameaux courts et fertiles sont inclinées d’un angle un peu plus grand (30-55°), toutes sont subulées à linéaires, ± droites ou fortement incurvées, de (0,4-)0,7-1,4(-2) cm de long sur 0,8-1,2 mm de large.
Les cônes polliniques (mâles) sont axillaires vers l’apex des rameaux de la 2e année, généralement serrés en une grappe courte, terminale, sessile, oblongue, rouge prune virant au jaune à maturité. Le pollen qu'ils libèrent serait le principal responsable du rhume des foins japonais, le kafunshō (花粉症, litt. « maladie du pollen »).
Les cônes de graines (femelles) sont subglobuleux, de 2 à 3 cm de diamètre, terminaux, solitaires ou parfois agrégés, penchés, sessiles, en forme de rosette et ressemblant à des bourgeons ouvrants, mûrissant la 1ère année, puis persistant pendant 1 à 2 ans de plus, avec une croissance des rameaux se poursuivant souvent temporairement à travers le cône. Les écailles qui les constituent renferment 2 à 5 graines trigones.
Les ovules sont 2-5 à l’aisselle de chaque bractée.
La longue persistance des branches rend indispensable l'élagage de pénétration. Il est superficiellement similaire au séquoia géant (Sequoiadendron giganteum), dont il peut être différencié par les écailles plus rapprochées du rameau et des cônes plus petits (4 à 6 cm pour le séquoia), et une écorce plus dure (épaisse, molle et spongieuse pour le séquoia).

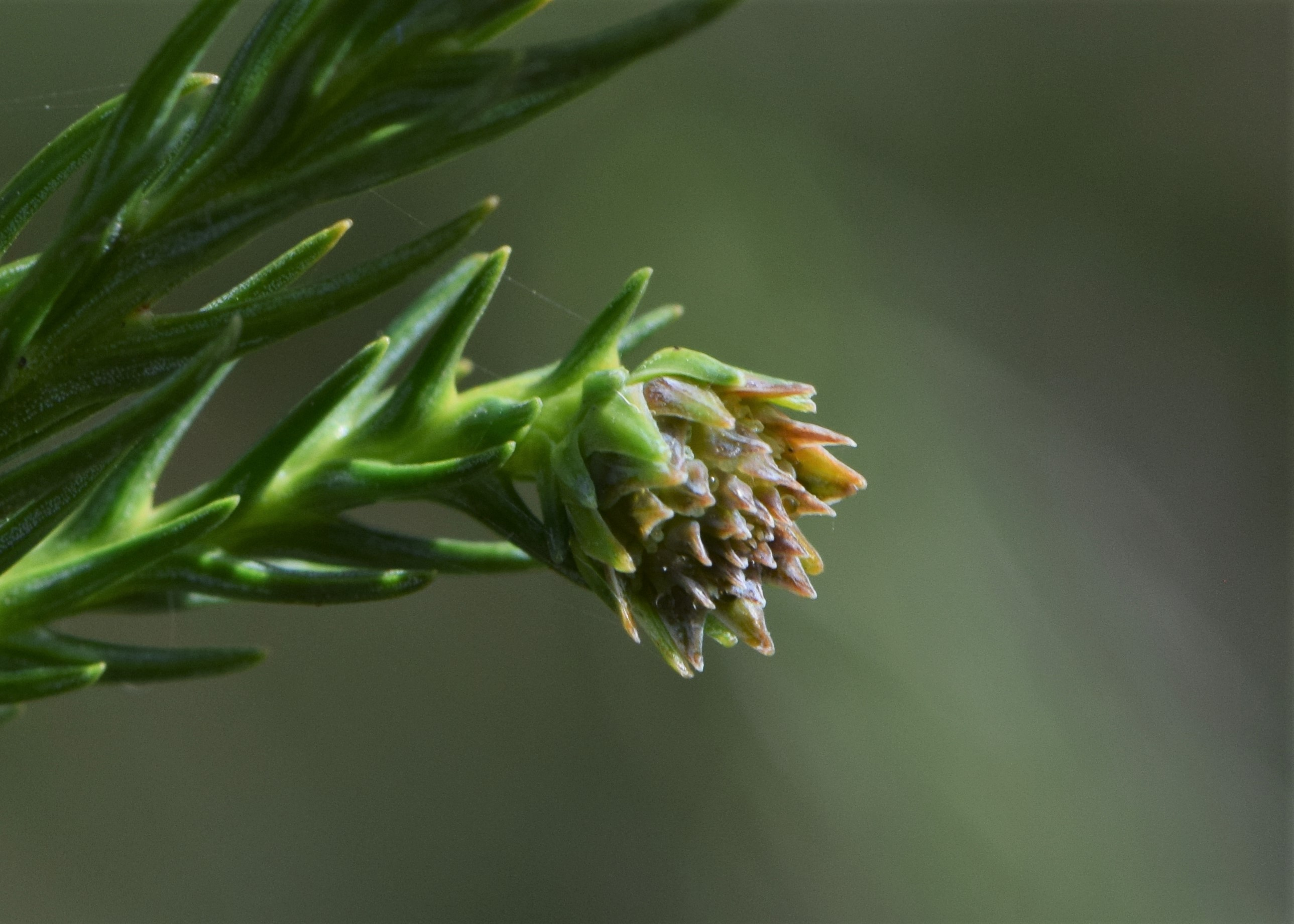
Rameau avec un cône femelle
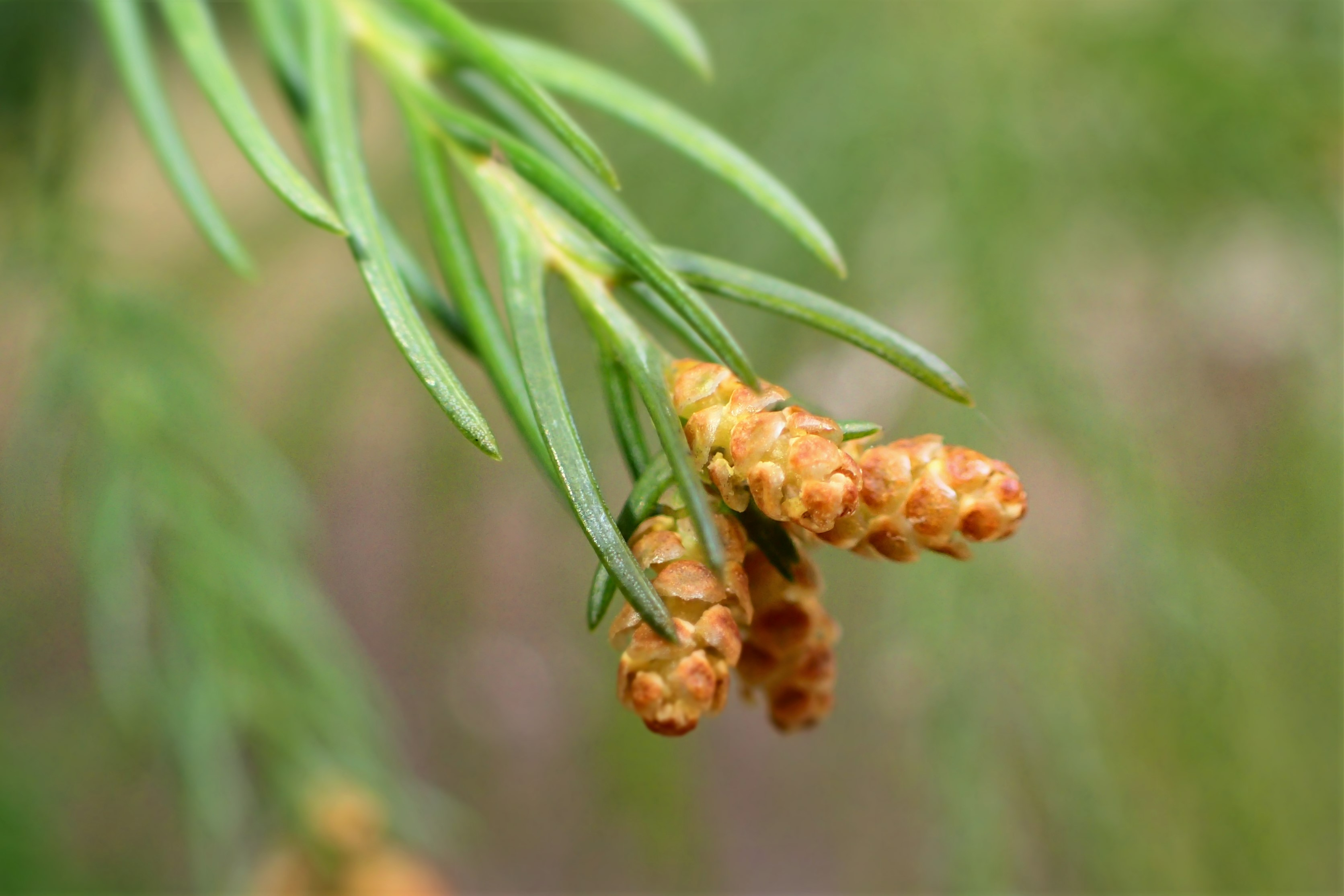
Cônes mâles
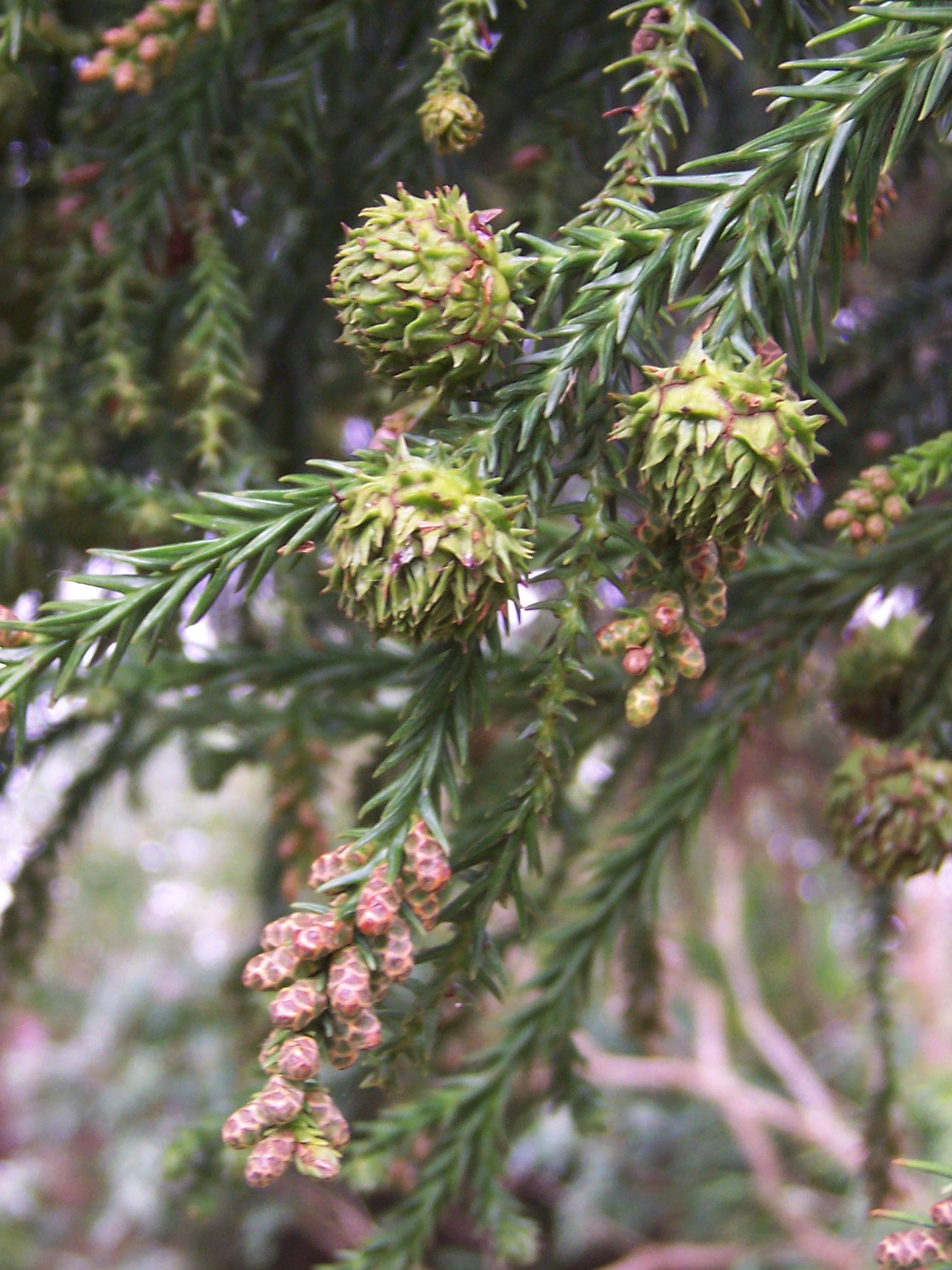
Cônes fem. et mâles
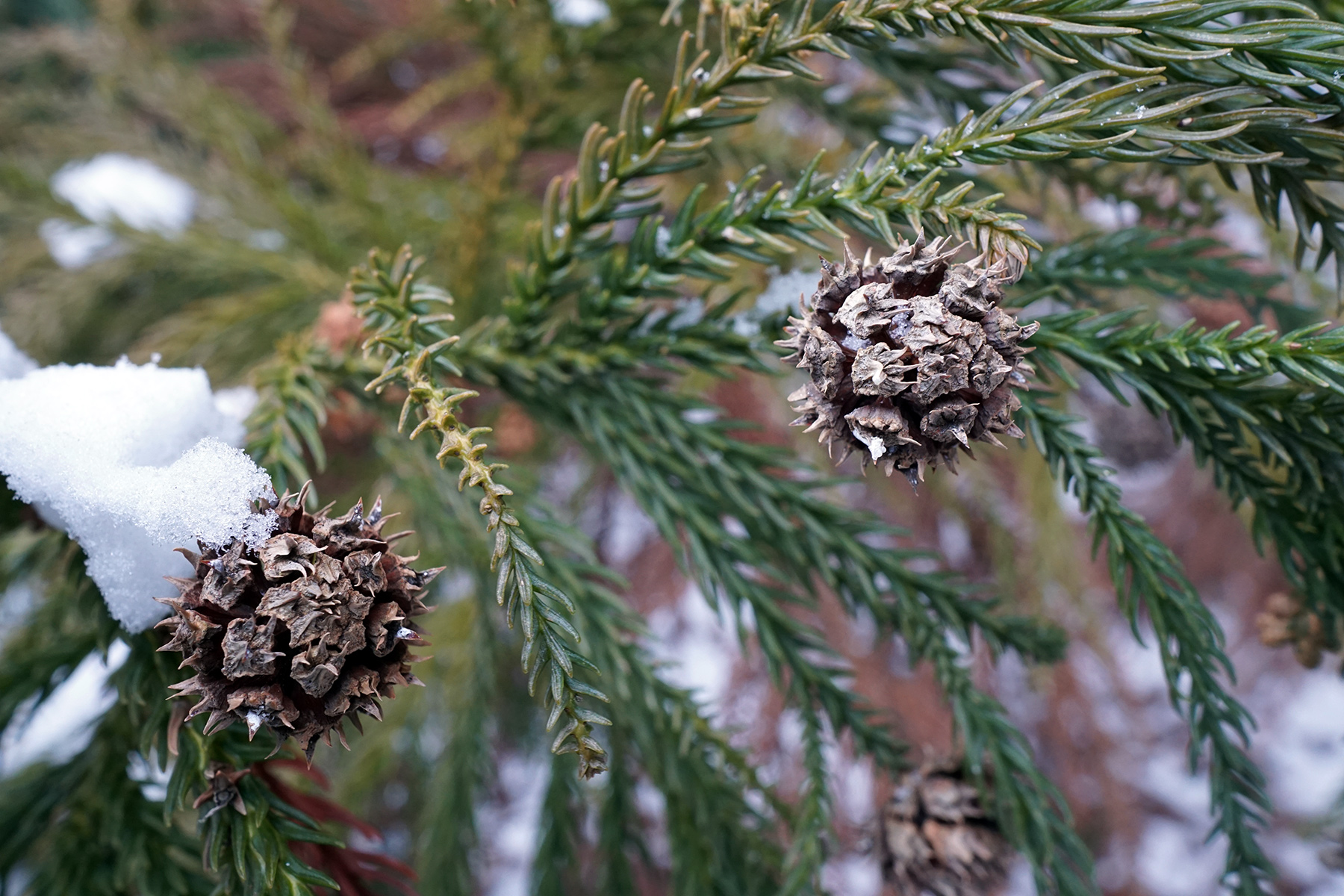
Cônes à maturité

## Données autoécologiques
C'est une essence de lumière et de climat tempéré à hiver doux qui aime des températures moyennes annuelles entre 8 et 14 °C. Il exige une forte pluviosité, à peu près 1 000 mm par an. Sensible à la neige lourde mais résistant au vent, le cryptomère aime les sols filtrants et profonds, faiblement acides et bien alimentés en eau. Il tolère les sols faiblement calcaires si ceux-ci ne sont pas trop secs ni superficiels. Il peut être introduit dans les feuillues mélangées (flore forestière française).

## Sylviculture
L’espèce est de croissance rapide sur des sols profonds et bien drainés dans les zones montagneuses au climat chaud et humide, mais ne tolérant pas les sols pauvres et les climats froids et plus secs.
En France, dans le cadre de la production de biomasse, le cryptomère du Japon est implanté dans les régions Occitanie (Aude), Normandie, Nouvelle-Aquitaine (dont Pyrénées-Atlantiques), Bretagne et sur l'île de La Réunion,.
Les plantations de cryptomère du Japon se font généralement avec des plants de 2 ans repiqués d'une hauteur moyenne de 40 cm ou par boutures de deux ans. La densité est comprise entre 1 100 et 1 300 tiges/ha. La plantation doit se faire sur un sol bien préparé et avec beaucoup de soin. La première éclaircie doit être réalisée vers 15-16 ans, dès que le peuplement atteint 10 à 12 mètres de haut, il y a éclaircie sélective avec un cloisonnement d'exploitation toutes les 4 lignes. La deuxième éclaircie a lieu approximativement 8 ans plus tard, lorsque le peuplement atteint 16 à 18 mètres de hauteur. La troisième éclaircie intervient 8 à 10 ans plus tard lorsque le peuplement fait 20 à 22 mètres. Cette éclaircie ramène le peuplement à une densité comprise entre 280 et 480 tiges/ha.
En Chine, le bois est utilisé pour les bâtiments, les ponts, les navires, les lampadaires, les meubles, les ustensiles et la fabrication du papier. Il est fortement résistant à la pourriture, facile à travailler.

## Principaux ennemis
Globalement résistant aux maladies, il est sensible à l'armillaire sur sol mouilleux. On signale parfois des attaques d'araignée rouge sur les individus isolés (d'après le CRPF de Bretagne).

## Symbolisme et utilisation
Le sugi 杉 est l'arbre national du Japon, où il est communément planté autour des temples, avec de nombreux sujets impressionnants plantés il y a des siècles. Sargent (1894; la flore de la forêt au Japon) rapporte les circonstances d'un daimyo qui était trop pauvre pour donner une lanterne en pierre aux funérailles du shogun Ieyasu Tokugawa (1543-1616) à Nikko, mais demanda à la place à être autorisé à planter une allée de sugi. Les visiteurs dans l'avenir pourraient être protégés de la chaleur du soleil. L'offre fut acceptée ; l'avenue qui existe encore s'étend sur plus de 65 km.
Le sugi est également le bois local le plus répandu dans les constructions traditionnelles. Il est notamment utilisé pour les poteaux décoratifs dans les pièces de style japonais. Dans les montagnes du nord de Kyoto, il est connu comme kitayama sugi (aussi connu sous le nom de daisugi) et cultivé pour former des poteaux parfaits, bien droits aux fibres rectilignes, de manière à répondre aux exigences des charpentiers japonais.
Le cryptomère du Japon est souvent décrit et figuré dans la littérature japonaise. Ainsi, par exemple, dans le roman Kyôto du prix Nobel Yasunari Kawabata, dont un des personnages habite et travaille dans une forêt de cryptomères située dans les montagnes du nord de Kyoto, là où est née la tradition du kitayama sugi.
Il est aussi planté abondamment en Corée et en Chine, et comme arbre ornemental dans les autres pays à climat tempéré (il craint le gel). L'une des formes les plus populaires est la version cultivée Elegans qui a la particularité de garder son feuillage juvénile toute sa vie, au lieu de développer son feuillage adulte lorsqu'il atteint l'âge d'un an.
Le bois est parfumé, d'une couleur rose-rouge, léger mais fort, imputrescible et résistant à la décomposition. Il est souvent utilisé au Japon pour tous les types de construction ainsi qu'en panneaux d'intérieur, parfois traité selon la technique du Yakisugi.
En pot, notamment comme sapin de Noël ou en bonsaï, il a besoin de beaucoup d'humidité et jaunit s'il en manque ou si on le place en plein soleil.
Au Japon, l'arbre est responsable du kafunshō (花粉症, maladie du pollen), une pollinose qui touchait en 2015 25 millions de personnes, dont 40 % des habitants de Tokyo. Il serait notamment présent sur 22 000 des 31 000 hectares de forêt que compte la métropole de Tokyo. Les Japonais s'en protègent avec des masques chirurgicaux et des lunettes de protection.

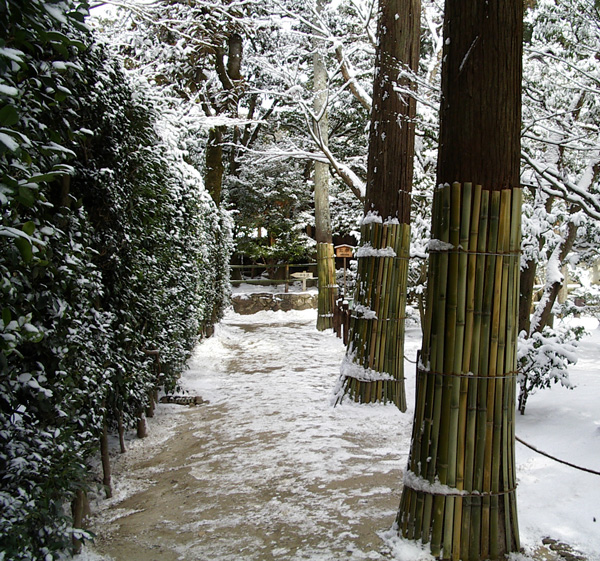
Sugi protégés pour l'hiver à Kyōto, au Japon.
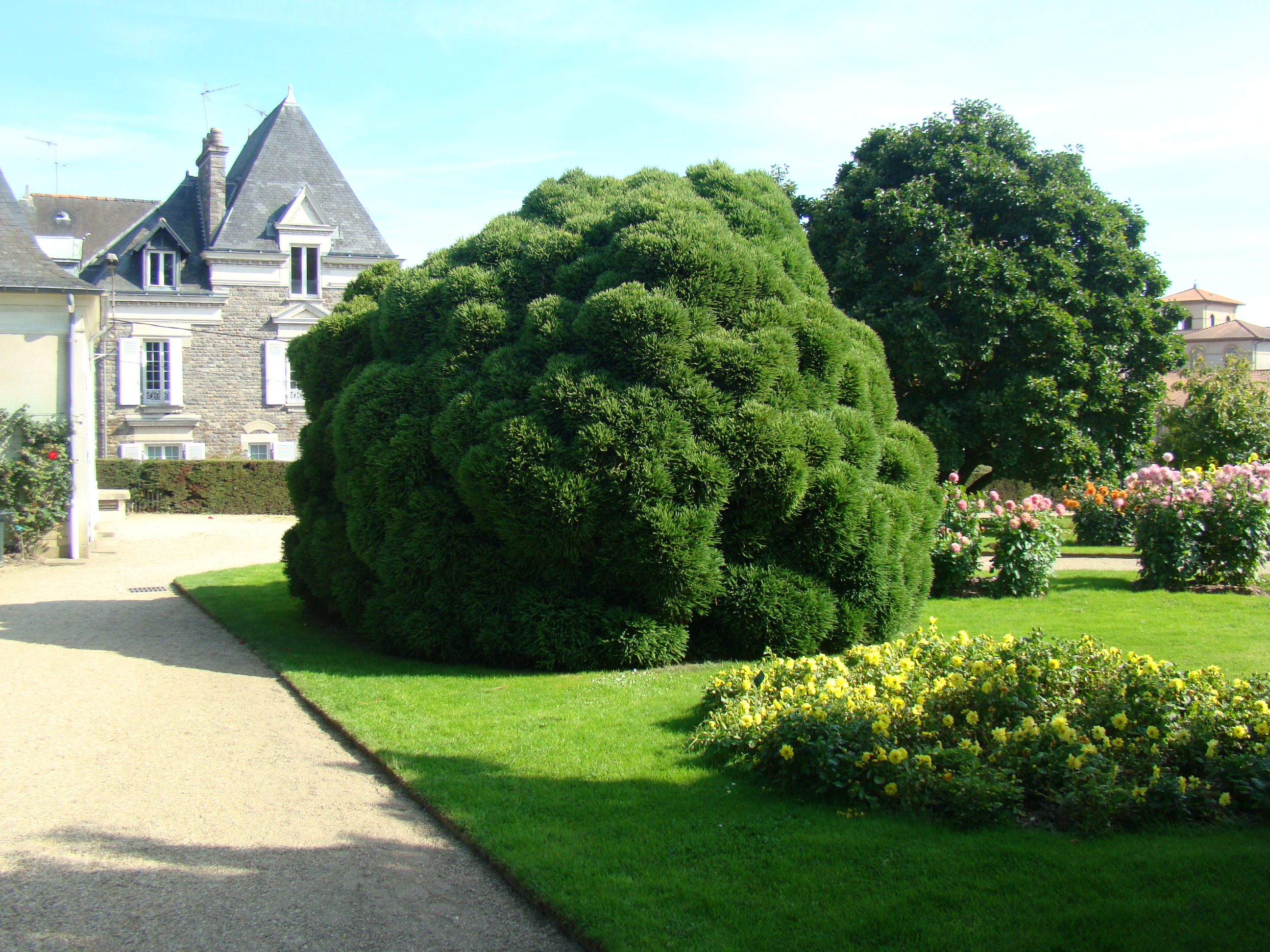
Cryptomeria japonica taillé en boule dans le parc du Thabor à Rennes.
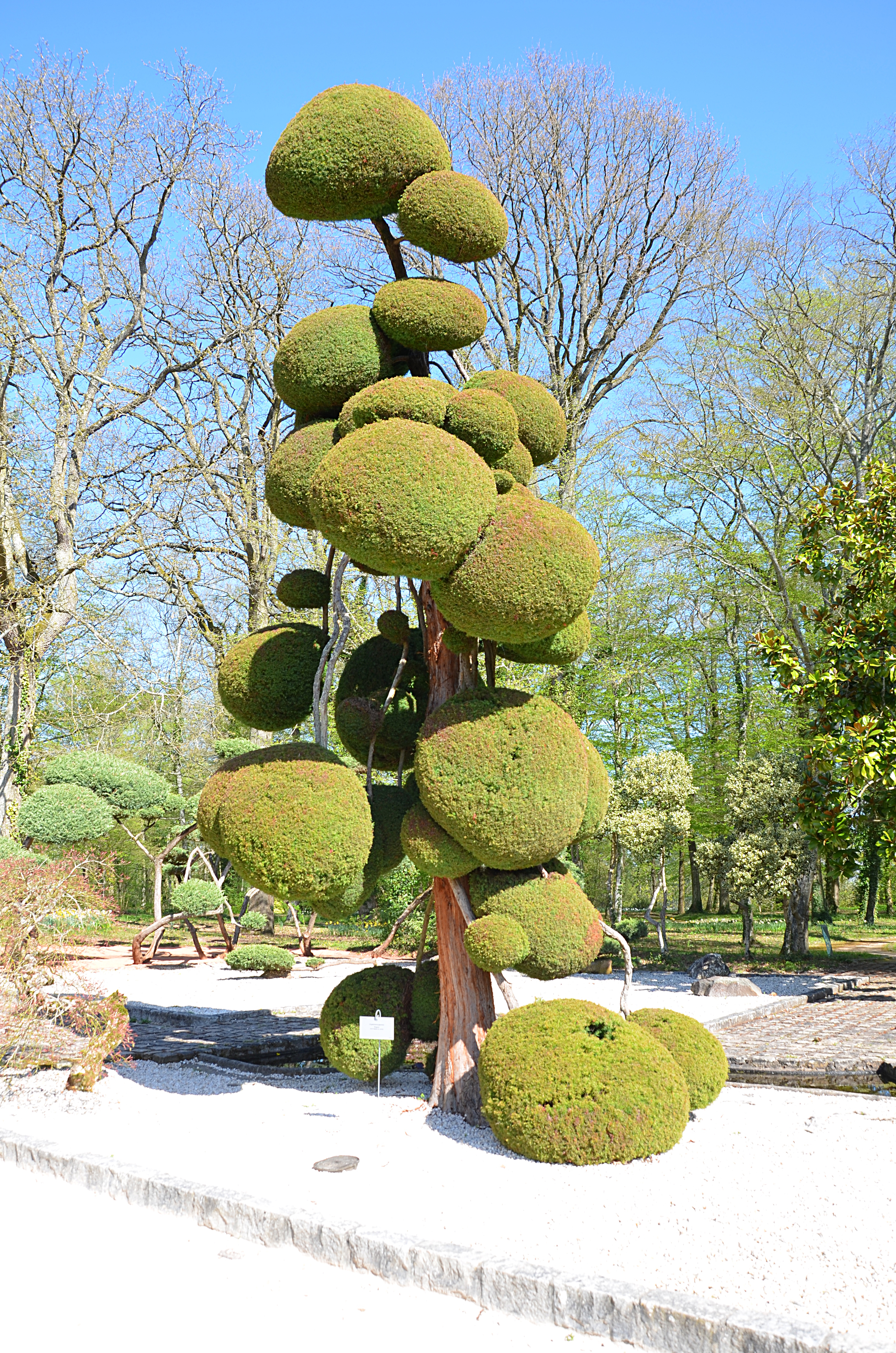
Cryptomère du Japon au parc floral de la Source.
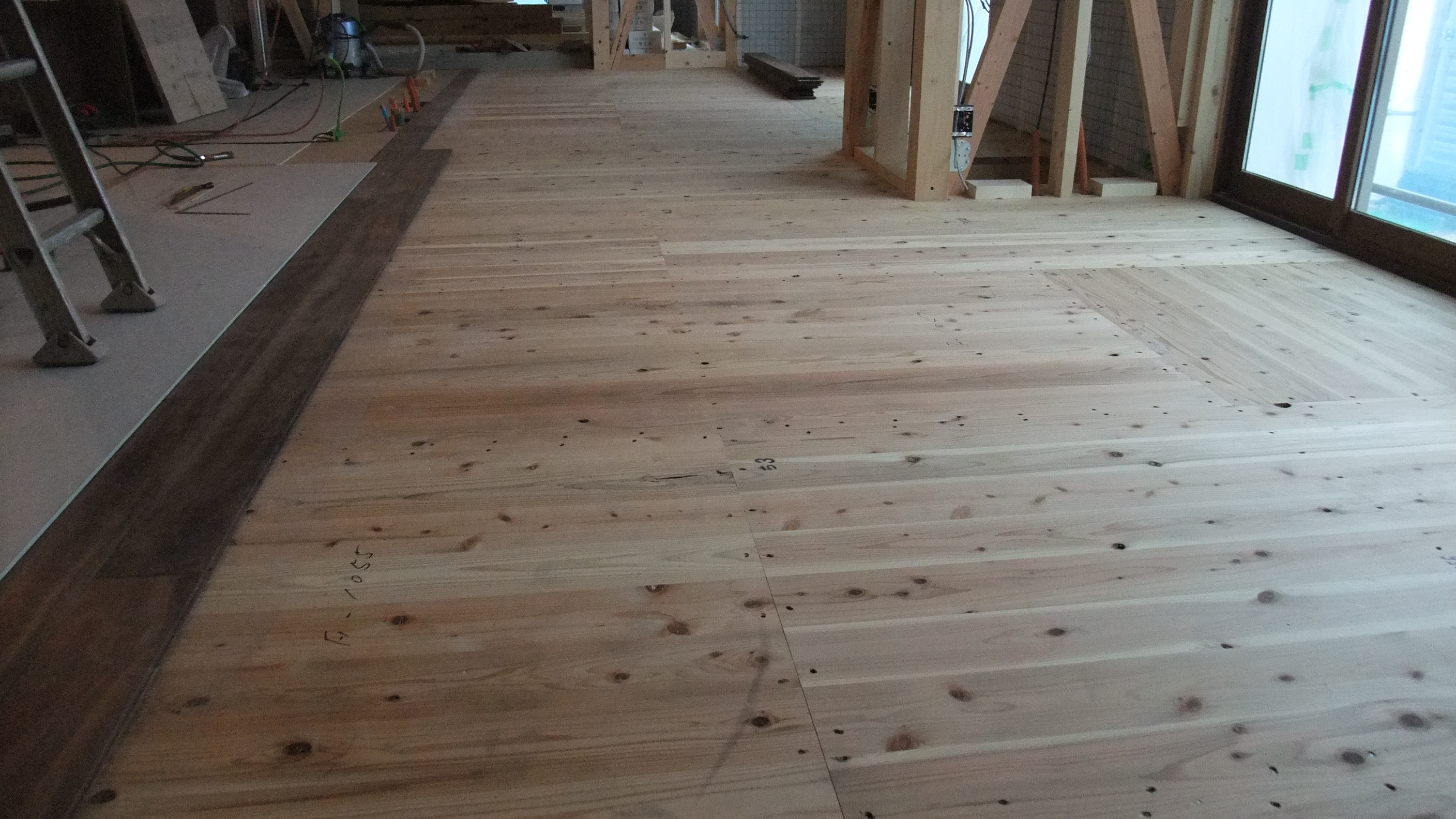
Bois lamellé de cryptomère du Japon, utilisé à la place du contreplaqué structural.